# Lycia contiguaria
Lycia contiguaria là một loài bướm đêm trong họ Geometridae.